# Mellanvikt i boxning vid olympiska sommarspelen 1984
Resultat från boxning vid olympiska sommarspelen 1984 och herrarnas mellanvikt. De 27 boxarna vägde över 75 kg. Tävlingarna arrangerades i Los Angeles.

## Medaljörer
| Klass      | Guld                     | Silver            | Brons                            |
| Mellanvikt | Shin Joon-Sup · Sydkorea | Virgil Hill · USA | Aristides González · Puerto Rico |
| Mellanvikt | Shin Joon-Sup · Sydkorea | Virgil Hill · USA | Mohamed Zaoui · Algeriet         |

## Resultat

### Första rundan
| Vinnare                   | Resultat      | Förlorare             |
| Första rundan             | Första rundan | Första rundan         |
| ------------------------- | ------------- | --------------------- |
| Virgil Hill (USA)         | RSC-2         | Edward Neblett (BAR)  |
| Damir Škaro (YUG)         | RSC-3         | Ahmed El-Guindy (EGY) |
| Antonio Corti (ARG)       | 5-0           | Andreas Bauer (FRG)   |
| Rick Duff (CAN)           | 5-0           | Brendon Cannon (AUS)  |
| Shin Joon-Sup (KOR)       | 5-0           | Patrick Lihanda (UGA) |
| Jeremiah Okorodudu (NGR)  | 5-0           | Pekka Lassanen (FIN)  |
| Tom Corr (IRL)            | 5-0           | Arigoma Mayero (ZIM)  |
| Pedro van Raamsdonk (NED) | 4-1           | Augustus Oga (KEN)    |
| Noe Cruciani (ITA)        | 5-0           | Paul Kamela (CMR)     |
| Paulo Tuvale (SAM)        | RSC-1         | Chris Collins (GRN)   |
| Aristides González (PUR)  | 4-1           | Otosico Havili (TGA)  |

### Andra rundan

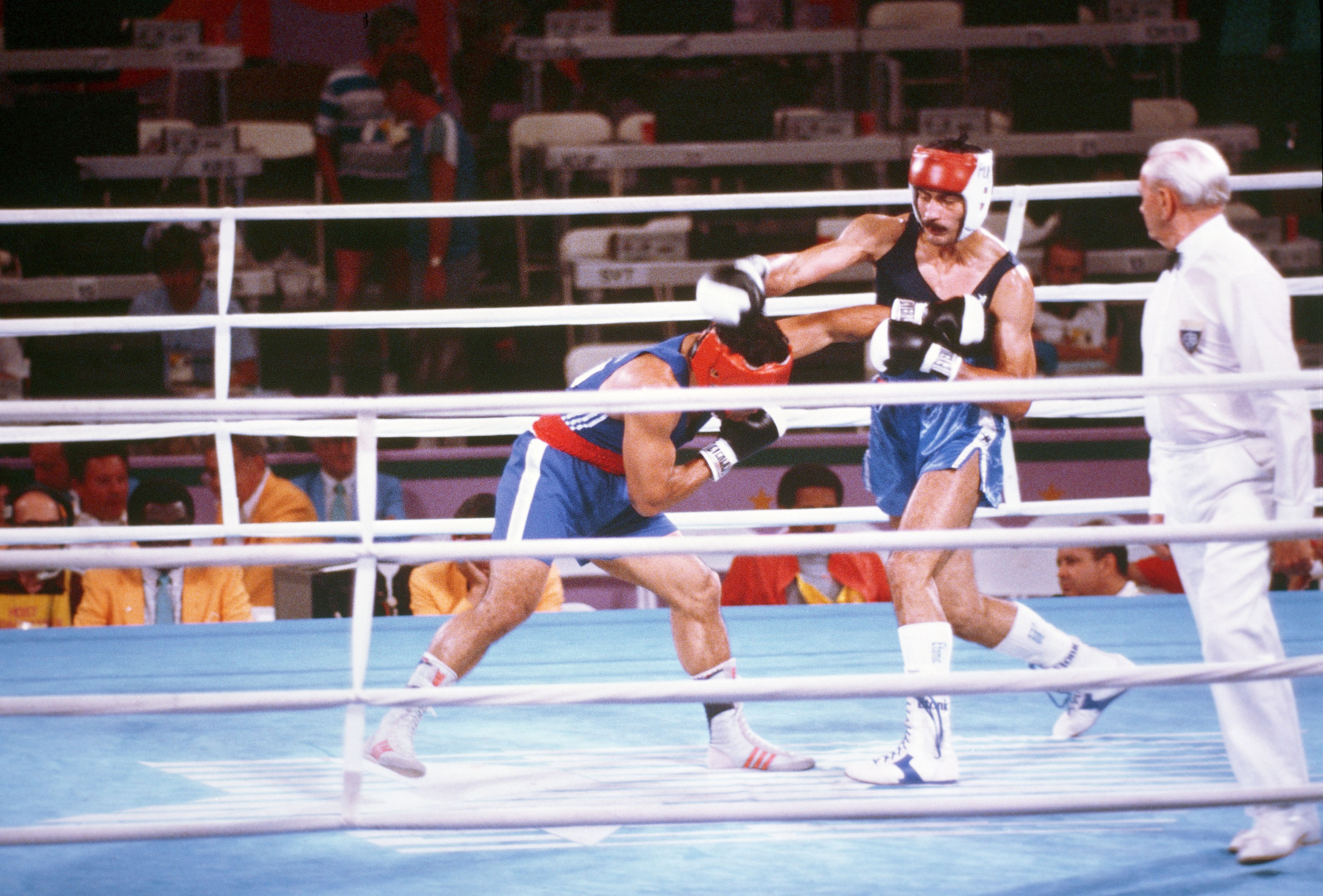
Puertoricanska Aristides González (höger) besegrar Paulo Tuvale från Samoa

| Vinnare                   | Resultat     | Förlorare              |
| Andra rundan              | Andra rundan | Andra rundan           |
| ------------------------- | ------------ | ---------------------- |
| Moses Mwaba (ZAM)         | KO-1         | Vincent Sarnelli (FRA) |
| Mohamed Zaoui (ALG)       | RSC-2        | Tsiu Monne (LES)       |
| Virgil Hill (USA)         | 5-0          | Brian Schumacher (GBR) |
| Damir Škaro (YUG)         | 4-1          | Antonio Corti (ARG)    |
| Shin Joon-Sup (KOR)       | 4-1          | Rick Duff (CAN)        |
| Jeremiah Okorodudu (NGR)  | 4-1          | Tom Corr (IRL)         |
| Pedro van Raamsdonk (NED) | 5-0          | Noe Cruciani (ITA)     |
| Aristides González (PUR)  | 5-0          | Paulo Tuvale (SAM)     |

### Kvartsfinaler
| Vinnare                  | Resultat      | Förlorare                 |
| Kvartsfinaler            | Kvartsfinaler | Kvartsfinaler             |
| ------------------------ | ------------- | ------------------------- |
| Mohamed Zaoui (ALG)      | 4-1           | Moses Mwaba (ZAM)         |
| Virgil Hill (USA)        | 4-1           | Damir Škaro (YUG)         |
| Shin Joon-Sup (KOR)      | 4-1           | Jeremiah Okorodudu (NGR)  |
| Aristides González (PUR) | 4-1           | Pedro van Raamsdonk (NED) |

### Semifinaler
| Vinnare             | Resultat    | Förlorare                |
| Semifinaler         | Semifinaler | Semifinaler              |
| ------------------- | ----------- | ------------------------ |
| Virgil Hill (USA)   | 5-0         | Mohamed Zaoui (ALG)      |
| Shin Joon-Sup (KOR) | 4-1         | Aristides González (PUR) |

### Final
| Vinnare             | Resultat | Förlorare         |
| Final               | Final    | Final             |
| ------------------- | -------- | ----------------- |
| Shin Joon-Sup (KOR) | 3-2      | Virgil Hill (USA) |